# Acalyptris repeteki
Acalyptris repeteki là một loài bướm đêm thuộc họ Nepticulidae. Nó được miêu tả bởi Puplesis năm 1984. Nó được tìm thấy ở Turkmenistan và the United Arab Emirates.
The habitat consists of deserts.
Sải cánh dài 5.6 mm. Con trưởng thành bay vào tháng 4 và tháng 5.